# Yukio Sakurai
Yukio Sakurai (桜井 幸夫, Sakurai Yukio, 1953 -) est un astronome amateur japonais.

## Biographie
Yukio Sakurai est un astronome japonais, employé dans l'administration publique locale. Dans le domaine de l'astronomie, il se consacre en particulier aux comètes et aux nova, il observe depuis Mito, une ville de la préfecture d'Ibaraki au Japon. Il fait partie de la Variable Star Observers League au Japon, sous l'acronyme Siy.
Un astéroïde lui a été dédié, (11280) Sakurai.

## Découvertes
Sakurai est connu en particulier pour la découverte en 1996 de l'Objet de Sakurai (V4334 Sagittarii), dont on pense qu'il s'agit d'une naine blanche et qui a pris son nom.
Sakurai a découvert d'autres objets, dont deux étoiles variables du type Mira Ceti, 1994 V4683 Sgr et 2011 PNV J18441516-1732310. Sakurai a également découvert ou co-découvert dix novae. Dans l'ordre chronologique de la découverte:
| Type d'objet | Dénomination       | Date de découverte | Codécouvreur    | Sources |
| ------------ | ------------------ | ------------------ | --------------- | ------- |
| nova         | V4362 Sgr          | 1994               | -               | [ 1 ]   |
| nova         | V4361 Sgr          | 1996               | -               | [ 2 ]   |
| nova         | V4642 Sgr          | 2001               | -               | [ 3 ]   |
| nova         | V0574 Pup          | 2004               | Akihiko Tago    | [ 4 ]   |
| nova         | V5115 Sgr          | 2005               | Hideo Nishimura | [ 5 ]   |
| nova         | V1280 Sco          | 2007               | Yuji Nakamura   | [ 6 ]   |
| nova         | V5558 Sgr          | 2007               | -               | [ 7 ]   |
| nova         | V5591 Sgr          | 2012               | Kōichi Itagaki  | [ 8 ]   |
| nova         | V2944 Oph          | 2015               | -               | ,       |
| nova         | Nova Sgr 2016 n. 4 | 2016               | -               | [ 11 ]  |